# Anti Social Media
Anti Social Media — датская поп-рок группа, представлявшая свою страну на конкурсе «Евровидение-2015» с песней «The Way You Are».

## Карьера
В 2015 году группа была объявлена в числе десяти участников музыкального конкурса «Dansk Melodi Grand Prix 2015». 7 февраля группа выиграла конкурс с песней «The Way You Are» и удостоилась чести представлять Данию на конкурсе песни «Евровидение-2015».
19 мая 2015 года группа выступила в первом полуфинале «Евровидения», по итогам которого заняла 13-е место, набрав 33 балла, и не вышла в финал.

## Состав группы
- Филип Торнхилл (род. 10 июня 1995 года) — вокал
- Николай Тёт (род. 17 сентября 1995 года) — гитара
- Дэвид Ванг (род. 22 ноября 1989 года) — бас-гитара
- Эмиль Виссинг (род. 26 октября 1990 года) — ударные

## Дискография

### Альбомы
| Название | Детали                                                          |
| -------- | --------------------------------------------------------------- |
| The Way  | - Релиз: 11 мая 2015 - Лейбл: RE:A:CH - Формат: цифровой альбом |

### Синглы
| Название             | Год  | Позиции в чартах | Позиции в чартах | Альбом  |
| Название             | Год  | Дания            | Исландия         | Альбом  |
| -------------------- | ---- | ---------------- | ---------------- | ------- |
| «The Way You Are»    | 2015 | 38               | 55               | The Way |
| «More Than a Friend» | 2015 | —                | —                | The Way |
| «Fire Exit»          | 2015 | —                | —                | The Way |